# SWM X7
SWM X7 — це 7-місний компактний позашляховик-кросовер, який виготовлявся китайським виробником SWM з 2016 по 2019 роки. SWM X7 був представлений у грудні 2016 року в Китаї. 

## Огляд
Для SWM X7 доступні два двигуни, включаючи 1,5-літровий турбо, що виробляє 156 к. с. і 230 Нм, і 1,8-літровий, що виробляє 137 к. с. і 258 Нм, обидва поєднуються з п’ятиступінчастою механічною коробкою передач або CVT.   Ціни на SWM X7 коливаються від 85 900 юанів до 118 900 юанів.  